# Volksartiest van de Russische Federatie
Volksartiest van de Russische Federatie, (Russisch: Наро́дный артист Росси́йской Федера́ции) was en is een eretitel die al in de tijd van de Sovjet-Unie bestond. Vijf jaar nadat men de titel van  Geëerd Kunstenaar van de Russische Federatie verworven had kon men deze zeer gerespecteerde titel krijgen. Een artiest moest "belangrijk" zijn en "uitzonderlijke prestaties" hebben geleverd op het gebied van schilderkunst, beeldhouwkunst, grafiek, architectuur, decoratieve kunst, ambachten, muziek, toneel, film of televisie. De waardering voor het werk van een voorgedragen kunstenaar moesten ook in brede kring worden gedeeld. De communistische partij hield zich na de eerste jaren dat ze aan de macht was geweest steeds ver van de avant-garde.  
De eretitel was gelijk in rang aan die van Volksartiest van de Sovjet-Unie en werd in 1943 ingesteld.
In februari 1992 werd voor het laatst de eretitel van Volksartiest van de Sovjet-Unie toegekend. In 1992 werden de verwijzingen naar de Sovjets door de Russische regering verwijderd, het lint werd driekleurig rood-blauw en wit. In het Presidentieel Decreet No. 1341 uit 1996 werden nieuwe versierselen voorgeschreven.

## Geschiedenis

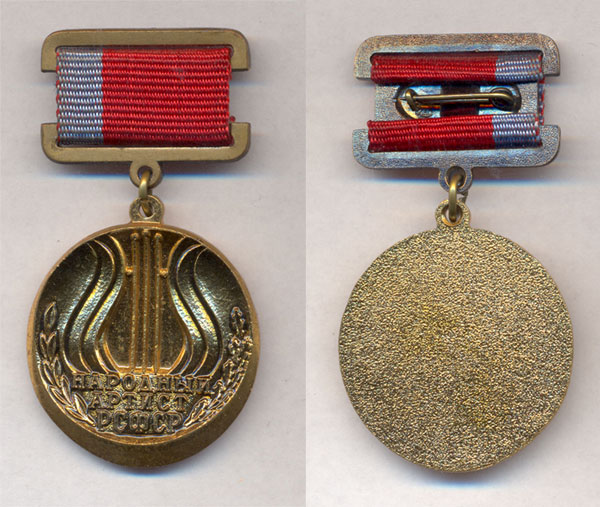
De kleine goudkleurige medaille die door een Volkskunstenaar werd gedragen

In het Keizerrijk Rusland werden kunstenaars al als "Keizerlijk Zanger" of "Keizerlijk Zangeres" geëerd. De Sovjet-Unie bouwde op die traditie voort en ontwikkelde een nieuw decoratiestelsel, dat van de socialistische orden en prijzen.   
Vergelijkbare eretitels werden uitgereikt aan militairen (Held van de Sovjet-Unie), burgers (Held van de Socialistische Arbeid) en met de prefix "geëerd" ook aan piloten en ruimtevaarders. 
De verwante, maar lagere, titel Geëerd Kunstenaar van de Russische Federatie werd en wordt ook nu nog toegekend aan architecten, choreografen, ontwerpers, toneelschrijvers, literatuur-, kunst-, toneel- en muziekcritici, componisten, regisseurs, koorleider, kunstenaars en andere artiesten waaronder de medewerkers van ateliers. Deze titel werd op 10 augustus 1931 ingesteld en in 1991 voor het laatst in de oude vorm verleend.
De titel werd door het Presidium van de Opperste Sovjet van de RSFSR toegekend als blijk van erkenning door de staat en de samenleving. De titel van geëerd Kunstenaar van de RSFSR werd niet aan collectieven verleend, maar werd ten tijde van de communistische regeringen alleen toegekend voor uitstekende persoonlijke prestaties. De dragers ontvingen ook een diploma dat werd uitgegeven door het presidium van de Opperste Sovjet van de Russische Federatie.
De geëerde kunstenaars waren beroemde artiesten maar de titel van een Volksartiest van de Russische Federatie en een Volksartiest van de Sovjet-Unie waren zeer exclusief. Deze laatste eretitel wordt na de val van het Sovjetrijk niet meer toegekend.

## De huidige eretitel

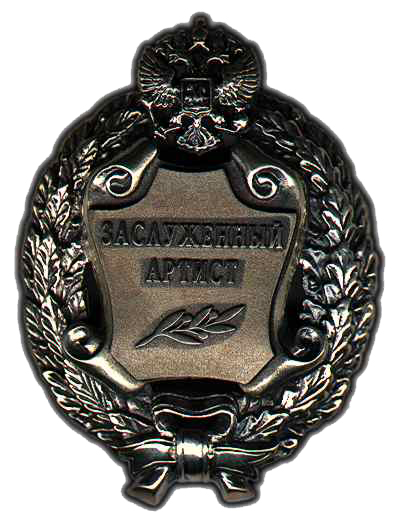
Insigne dat door de Volksartiest van de Russische Federatie werd gedragen. Het is nu van verguld zilver.

Een kunstenaar moet twintig jaar geleden voor het eerst voor publiek hebben opgetreden om de titel van Geëerd Kunstenaar te kunnen verwerven. Bij balletdansers is die termijn tien jaar. Na vijf jaar komt men dan voor de titel van "Volksartiest" in aanmerking.
De Russische eretitels zijn moeilijk te vertalen en in het buitenland bestaat over precieze vertaling en gebruik van de titels veel verwarring. In de Sovjetperiode werd ook de titel "заслуженный артист" ("Verdienstelijk Kunstenaar") gebruikt. Dat sloeg op uitvoerende kunstenaars terwijl beeldend kunstenaars zoals schilders en fotografen "заслуженный художник" werden. Voor dichters, schrijvers en architecten bestond de titel van een "Verdienstelijk Schilder van de Russische Federatie" et cetera. Ook in de huidige Russische Federatie worden deze titels nog toegekend.
Na de val van de Sovjet-Unie werd de bijbehorende medaille in 1996 gewijzigd.

## Versiersel
Toen de Russische Federatie nog deel van de Sovjet-Unie was droegen de volksartiesten een kleine medaille. Op de voorzijde van deze kleine goudkleurige medaille stond een lier met daaronder de tekst "Заслуженный артист РСФСР". Ook de rechthoekige gesp was goudkleurig. De in aanzien lagere Geëerd Kunstenaar van de Russische Federatie mocht indertijd dezelfde medaille, maar dan verzilverd en aan een zilverkleurige beugel, dragen. In de Sovjet-periode had het lint de kleuren van de vlag van die federatie; rood met een brede blauwe bies aan de linkerzijde. In 1992 werd het lint rood-blauw en wit.
De Geëerd Kunstenaars ontvangen ook tegenwoordig een draagbaar ereteken. Dit ronde sinds september 2010 verguld zilveren insigne draagt het wapen van de Russische Federatie boven een samengebonden lauwerkrans en een afbeelding van een ontrold perkament waarop in cyrillisch schrift de tekst "Заслуженный артист" staat. Er is geen lint en het versiersel wordt als een broche op de borst gedragen.
Het perkament binnen de krans herinnert aan het insigne van een Volksartiest van de Sovjet-Unie.

## Draagwijze
In de Sovjet-Unie werden de vele onderscheidingen van het Sovjetregime ook veel gedragen. Op feestelijke of plechtige gelegenheden en feestdagen spelden de Sovjetburgers vaak al hun orden, sterren en medailles op. Omdat een en dezelfde onderscheiding vaak herhaaldelijk aan dezelfde persoon werd uitgereikt droeg men al die versierselen naast elkaar en onder elkaar. De kleine medailles verbonden aan de Leninprijs en de Stalinprijs, later werd dat de Staatsprijs van de Sovjet-Unie, werden allemaal op de revers op de rechterborst gedragen. Op de rechterborst werden ook de medailles van de volksartiesten en geëerde kunstenaars, kosmonauten, piloten, testpiloten en wat dies meer zij gedragen. Wie er meerdere bezat, spelde ter hoogte van het sleutelbeen vier of vijf van deze kleine medailles naast elkaar op. Wanneer er nòg meer van deze medailles waren, en dat kwam voor, dan werden die keurig naast elkaar onder deze rij medailles gedragen.